# Cynthia Gellibert
Cynthia Gellibert, est une femme politique équatorienne membre de l'Action démocratique nationale. Elle est vice-présidente de la république en 2025,.